# 黃山綠牡丹
黄山綠牡丹是產於中國大陸安徽省黃山市歙縣大谷運的花朵形烘青綠茶，經殺青、初揉、初烘、整形、選芽、裝筒、定形、烘焙製成，因瀹泡後狀如綠色牡丹花而得名。主銷中國大陸大中城市及美國和日本。

## 歷史
- 於1986年研製。[2]
- 2007年，時任中国国家主席的胡锦涛在俄罗斯出席“中国文化年”活动時，将黄山绿牡丹作为“国礼”贈予时任俄罗斯总统普京，稱其爲自己“从小喝的茶”。[3]